# Схиблений (фільм)
«Схиблений» (англ. Delirious) — фільм режисера Тома ДіЧілло.

## Сюжет
Молодій людині Тобі Грейс, який не має житла, доводиться досить часто ночувати просто неба. Раптово йому зустрічається група папараці, спраглих сфотографувати молоду співачку Карму Лідс за компрометуючих обставинах. Тобі Грейс сам того не бажаючи допомагає Лідс уникнути об'єктивів фотокамер. Тоді ж він знайомиться з одним з папараці — Лісом Гелентайном. Грейс пропонує Лісі свою безоплатну допомогу по господарству. І містер Гелентайн робить Тобі своїм помічником на всі презентації та благодійні заходи. Тобі Грейс занурюється у світ невблаганного шоу-бізнесу. Він навіть починає мріяти про акторську кар'єру. На одному з раутів Тобі знову зустрічає співачку Карму Лідс …

## Цікаві факти
За роботу над цим фільмом на Міжнародному кінофестивалі в Сан-Себастьяні режисер був удостоєний «Срібної мушлі».